# Torneo de Roland Garros 2014
El Torneo de Roland Garros 2014 (también conocido como Abierto de Francia) fue un torneo de tenis celebrado sobre pistas de tierra batida del Stade Roland Garros, París, Francia, entre el 25 de mayo y el 8 de junio de 2014. Esta fue la 113.ª edición del Torneo de Roland Garros y el segundo torneo de Grand Slam de 2014.

## Distribución de puntos

### Sénior
| Evento               | G    | F    | SF  | CF  | Ronda de 16 | Ronda de 32 | Ronda de 64 | Ronda de 128 | Q  | Q3 | Q2 | Q1 |
| Individual masculino | 2000 | 1200 | 720 | 360 | 180         | 90          | 45          | 10           | 25 | 16 | 8  | 0  |
| Dobles masculino     | 2000 | 1200 | 720 | 360 | 180         | 90          | 0           | —            | —  | —  | —  | —  |
| Individual femenino  | 2000 | 1300 | 780 | 430 | 240         | 130         | 70          | 10           | 40 | 30 | 20 | 2  |
| Dobles femenino      | 2000 | 1300 | 780 | 430 | 240         | 130         | 10          | —            | —  | —  | —  | —  |

| Evento                     | G   | F   | SF/3.º | CF/4.º |
| Individual                 | 800 | 500 | 375    | 100    |
| Dobles                     | 800 | 500 | 100    | —      |
| Individual (clasificación) | 800 | 500 | 100    | —      |
| Dobles (clasificación)     | 800 | 100 | —      | —      |

| Evento               | G   | F   | SF  | CF  | Ronda de 16 | Ronda de 32 | Q  | Q3 |
| Individual masculino | 375 | 270 | 180 | 120 | 75          | 30          | 25 | 20 |
| Individual femenino  | 375 | 270 | 180 | 120 | 75          | 30          | 25 | 20 |
| Dobles femenino      | 270 | 180 | 120 | 75  | 45          | —           | —  | —  |
| Dobles masculino     | 270 | 180 | 120 | 75  | 45          | —           | —  | —  |

## Actuación de los jugadores en el torneo
Individual masculino
| Campeón                        | Campeón                 | Finalista                 | Finalista                  |
| ------------------------------ | ----------------------- | ------------------------- | -------------------------- |
| Rafael Nadal [1]               | Rafael Nadal [1]        | Novak Djokovic [2]        | Novak Djokovic [2]         |
| Eliminados en semifinales      |                         |                           |                            |
| Andy Murray [7]                | Andy Murray [7]         | Ernests Gulbis [18]       | Ernests Gulbis [18]        |
| Eliminados en Cuarto de Final  |                         |                           |                            |
| David Ferrer [5]               | Gaël Monfils [23]       | Tomáš Berdych [6]         | Milos Raonic [8]           |
| Eliminados en la Cuarta Ronda  |                         |                           |                            |
| Dušan Lajović                  | Kevin Anderson [19]     | Guillermo García-López    | Fernando Verdasco [24]     |
| John Isner [10]                | Roger Federer [4]       | Marcel Granollers         | Jo-Wilfried Tsonga [13]    |
| Eliminados en la Tercera Ronda |                         |                           |                            |
| Leonardo Mayer                 | Jack Sock               | Ivo Karlović              | Andreas Seppi [32]         |
| Donald Young                   | Fabio Fognini [14]      | Richard Gasquet [12]      | Philipp Kohlschreiber [28] |
| Roberto Bautista-Agut [27]     | Tommy Robredo [17]      | Radek Štepánek            | Dmitri Tursúnov [31]       |
| Gilles Simon [29]              | Martin Kližan           | Jerzy Janowicz [22]       | Marin Čilić [25]           |
| Eliminados en la Segunda Ronda |                         |                           |                            |
| Dominic Thiem                  | Teimuraz Gabashvili     | Steve Johnson             | Jürgen Zopp [PR]           |
| Andreas Haider-Maurer [Q]      | Axel Michon [WC]        | Juan Mónaco               | Simone Bolelli [Q]         |
| Adrian Mannarino               | Feliciano López [26]    | Jan-Lennard Struff        | Simone Bolelli [Q]         |
| Carlos Berlocq                 | Pablo Cuevas [PR]       | Denis Istomin             | Marinko Matosevic          |
| Aleksandr Nedovyesov           | Benoît Paire            | Kenny de Schepper         | Mijaíl Kukushkin           |
| Mijaíl Yuzhny [15]             | Facundo Bagnis [Q]      | Sam Querrey               | Diego Schwartzman [Q]      |
| Jiří Veselý                    | Alejandro González      | Aleksandr Dolgopólov [20] | Robin Haase                |
| Jürgen Melzer                  | Jarkko Nieminen         | Tobias Kamke              | Jérémy Chardy              |
| Eliminados en la Primera Ronda |                         |                           |                            |
| Robby Ginepri [WC]             | Paul-Henri Mathieu [WC] | James Duckworth [Q]       | Vasek Pospisil [30]        |
| Nicolás Almagro [21]           |                         | Federico Delbonis         | Tommy Haas [16]            |
| Grigor Dimitrov [11]           | Daniel Brands           | Bradley Klahn             | Stéphane Robert            |
| Santiago Giraldo               | Lucas Pouille [WC]      | Andrea Arnaboldi [Q]      | Igor Sijsling              |
| Stanislas Wawrinka [3]         | Lu Yen-Hsun             | Dudi Sela                 | Damir Dzumhur [Q]          |
| Victor Hănescu                 | Albano Olivetti [WC]    | Benjamin Becker           | Andreas Beck [Q]           |
| Bernard Tomic                  | Lleyton Hewitt          | Matthew Ebden             | Michaël Llodra [WC]        |
| Pere Riba                      | Sergiy Stajovski        | Dustin Brown              | Andréi Golúbev             |
| Peter Polansky [Q]             | Somdev Devvarman        | Alejandro Falla           | Paolo Lorenzi [Q]          |
| James Ward [Q]                 | Albert Montañés         | Nicolas Mahut             | Pierre-Hugues Herbert [WC] |
| Pablo Carreño Busta            | Facundo Argüello        | Julien Benneteau          | Łukasz Kubot               |
| Potito Starace [Q]             | Filippo Volandri        | Gastão Elias [Q]          | Lukáš Lacko                |
| Nick Kyrgios [WC]              | Lukáš Rosol             | Michael Russell           | Ante Pavić [Q]             |
| Albert Ramos                   | Ivan Dodig              | Nikolái Davydenko         | Kei Nishikori [9]          |
| Édouard Roger-Vasselin         | David Goffin            | Michał Przysiężny         | Víctor Estrella            |
| Pablo Andújar                  | Miloslav Mečíř, Jr. [Q] | Daniel Gimeno Traver      | João Sousa                 |

Individual femenino
| Campeona                       | Campeona                       | Finalista                     | Finalista                |
| ------------------------------ | ------------------------------ | ----------------------------- | ------------------------ |
| María Sharápova [7]            | María Sharápova [7]            | Simona Halep [4]              | Simona Halep [4]         |
| Eliminadas en semifinales      |                                |                               |                          |
| Eugénie Bouchard [18]          | Eugénie Bouchard [18]          | Andrea Petković [28]          | Andrea Petković [28]     |
| Eliminadas en Cuarto de Final  |                                |                               |                          |
| Garbiñe Muguruza               | Carla Suárez Navarro [14]      | Sara Errani [10]              | Svetlana Kuznetsova [27] |
| Eliminadas en la Cuarta Ronda  |                                |                               |                          |
| Pauline Parmentier [WC]        | Samantha Stosur [19]           | Ajla Tomljanović              | Angelique Kerber [8]     |
| Lucie Šafářová [23]            | Sloane Stephens [15]           | Jelena Janković [6]           | Kiki Bertens [Q]         |
| Eliminadas en la Tercera Ronda |                                |                               |                          |
| Anna Schmiedlová               | Mona Barthel                   | Dominika Cibulková [9]        | Paula Ormaechea          |
| Agnieszka Radwańska [3]        | Taylor Townsend [WC]           | Johanna Larsson               | Daniela Hantuchová [31]  |
| Petra Kvitová [5]              | Ana Ivanović [11]              | Yekaterina Makárova [22]      | María Teresa Torró Flor  |
| Sorana Cîrstea [26]            | Julia Glushko                  | Silvia Soler Espinosa         | Kristina Mladenovic      |
| Eliminadas en la Segunda Ronda |                                |                               |                          |
| Serena Williams [1]            | Venus Williams [29]            | Yaroslava Shvédova            | Sabine Lisicki [16]      |
| Tamira Paszek [Q]              | Yvonne Meusburger              | Monica Niculescu              | Tsvetana Pironkova       |
| Karolína Plíšková              | Yelena Vesniná [32]            | Alizé Cornet [20]             | Timea Bacsinszky [Q]     |
| Flavia Pennetta [12]           | Julia Görges                   | Claire Feuerstein [WC]        | Varvara Lepchenko        |
| Marina Erakovic                | Camila Giorgi                  | Casey Dellacqua               | Elina Svitolina          |
| Polona Hercog                  | Coco Vandeweghe                | Magdaléna Rybáriková          | Heather Watson [Q]       |
| Kurumi Nara                    | Teliana Pereira                | Kirsten Flipkens [21]         | Dinah Pfizenmaier        |
| Yanina Wickmayer               | Anastasiya Pavliuchenkova [24] | Stefanie Vögele               | Alison Riske             |
| Eliminadas en la Primera Ronda |                                |                               |                          |
| Alizé Lim [WC]                 | Grace Min [Q]                  | Zheng Jie                     | Belinda Bencic           |
| Roberta Vinci [17]             | Lauren Davis                   | Karin Knapp                   | Fiona Ferro [WC]         |
| Virginie Razzano               | Alison Van Uytvanck            | Amandine Hesse [WC]           | Mónica Puig              |
| Kaia Kanepi [25]               | Romina Oprandi                 | Annika Beck                   | Ksenia Pervak [Q]        |
| Zhang Shuai                    | Mathilde Johansson [WC]        | Francesca Schiavone           | Christina McHale         |
| Ashleigh Barty [WC]            | Vania King                     | Maryna Zanevska [Q]           | Yulia Beygelzimer [Q]    |
| Patricia Mayr-Achleitner       | María Kirilenko                | Michelle Larcher de Brito [Q] | Shahar Peer              |
| Jovana Jakšić                  | Olga Govortsova                | Petra Cetkovská               | Katarzyna Piter          |
| Zarina Dias                    | Nadia Kichenok                 | Bojana Jovanovski             | Sofia Shapatava [Q]      |
| Mandy Minella                  | Lourdes Domínguez Lino         | Petra Martić                  | Caroline Garcia          |
| Shuai Peng                     | Jana Čepelová                  | Iveta Melzer [PR]             | Shelby Rogers            |
| Klára Koukalová] [30]          | Urszula Radwańska              | Barbora Záhlavová-Strýcová    | Alisa Kleibánova         |
| Sharon Fichman                 | Anna Tatishvili                | Luksika Kumkhum               | Aleksandra Wozniak [Q]   |
| Danka Kovinić [Q]              | Donna Vekić                    | Estrella Cabeza Candela       | Madison Keys             |
| Caroline Wozniacki [13]        | Chanelle Scheepers             | Alexandra Cadanțu             | Kimiko Date-Krumm        |
| Misaki Doi                     | Anna-Lena Friedsam             | Mirjana Lučić-Baroni          | Na Li [2]                |

## Resumen del torneo

### Día 1 (25 de mayo)
- Orden de juego

- Cabezas de serie eliminados:
  - Individuales femeninos:  Kaia Kanepi [25]

| Partidos en canchas principales                      | Partidos en canchas principales          | Partidos en canchas principales          | Partidos en canchas principales          |
| Partidos en el estadio Philippe Chatrier             | Partidos en el estadio Philippe Chatrier | Partidos en el estadio Philippe Chatrier | Partidos en el estadio Philippe Chatrier |
| Modalidad                                            | Ganadores                                | Perdedores                               | Resultado                                |
| ---------------------------------------------------- | ---------------------------------------- | ---------------------------------------- | ---------------------------------------- |
| Individuales femeninos - Primera ronda               | Agnieszka Radwańska [3]                  | Zhang Shuai                              | 6–3, 6–0                                 |
| Individuales masculinos - Primera ronda              | Roger Federer [4]                        | Lukáš Lacko                              | 6–2, 6–4, 6–2                            |
| Individuales femeninos - Primera ronda               | Serena Williams [1]                      | Alizé Lim [WC]                           | 6–2, 6–1                                 |
| Individuales masculinos - Primera ronda              | Jo-Wilfried Tsonga [13]                  | Édouard Roger-Vasselin                   | 7–6(7–4), 7–5, 6–2                       |
| Partidos en la cancha Suzanne Lenglen                |                                          |                                          |                                          |
| Modalidad                                            | Ganadores                                | Perdedores                               | Resultado                                |
| Individuales masculinos - Primera ronda              | Milos Raonic [8]                         | Nick Kyrgios [WC]                        | 6–3, 7–6(7–1), 6–3                       |
| Individuales femeninos - Primera ronda               | Venus Williams [29]                      | Belinda Bencic                           | 6–4, 6–1                                 |
| Individuales masculinos - Primera ronda              | John Isner [10]                          | Pierre-Hugues Herbert [WC]               | 7–6(7–5), 7–6(7–4), 7–5                  |
| Individuales femeninos - Primera ronda               | Angelique Kerber [8]                     | Katarzyna Piter                          | 6–3, 6–1                                 |
| Fondo de color indica un partido de la rama femenina |                                          |                                          |                                          |

### Día 2 (26 de mayo)
- Orden de juego

- Cabezas de serie eliminados:
  - Individuales masculinos:  Kei Nishikori [9],  Vasek Pospisil [30],  Stanislas Wawrinka [3]
  - Individuales femeninos:  Roberta Vinci [17]

| Partidos en canchas principales                      | Partidos en canchas principales          | Partidos en canchas principales          | Partidos en canchas principales          |
| Partidos en el estadio Philippe Chatrier             | Partidos en el estadio Philippe Chatrier | Partidos en el estadio Philippe Chatrier | Partidos en el estadio Philippe Chatrier |
| Modalidad                                            | Ganadores                                | Perdedores                               | Resultado                                |
| ---------------------------------------------------- | ---------------------------------------- | ---------------------------------------- | ---------------------------------------- |
| Individuales femeninos - Primera ronda               | María Sharápova [7]                      | Ksenia Pervak                            | 6-1, 6-2                                 |
| Individuales masculinos - Primera ronda              | Novak Djokovic [2]                       | João Sousa                               | 6–1, 6–2, 6–4                            |
| Individuales femeninos - Primera ronda               | Alizé Cornet [20]                        | Ashleigh Barty [WC]                      | 6-2, 6-1                                 |
| Individuales masculinos - Primera ronda              | Guillermo García-López                   | Stanislas Wawrinka [3]                   | 6-4, 5-7, 6-2, 6-0                       |
| Partidos en la cancha Suzanne Lenglen                |                                          |                                          |                                          |
| Modalidad                                            | Ganadores                                | Perdedores                               | Resultado                                |
| Individuales femeninos - Primera ronda               | Dominika Cibulková [9]                   | Virginie Razzano                         | 7-5, 6-0                                 |
| Individuales masculinos - Primera ronda              | Gilles Simon [29]                        | Ante Pavić [Q]                           | 6–1, 6–1, 6–3                            |
| Individuales masculinos - Primera ronda              | Rafael Nadal [1]                         | Robby Ginepri [WC]                       | 6-0, 6-3, 6-0                            |
| Individuales femeninos - Primera ronda               | Petra Kvitová [5]                        | Zarina Diyas                             | 7-5, 6–2                                 |
| Fondo de color indica un partido de la rama femenina |                                          |                                          |                                          |

### Día 3 (27 de mayo)
- Orden de juego

- Cabezas de serie eliminados:
  - Individuales masculinos:  Grigor Dimitrov [11],  Tommy Haas [16],  Nicolás Almagro [21]
  - Individuales femeninos:  Na Li [2],  Caroline Wozniacki [13],  Klára Koukalová [30]
  - Dobles masculinos:  Juan Sebastián Cabal /  Robert Farah [10]

| Partidos en canchas principales                      | Partidos en canchas principales          | Partidos en canchas principales          | Partidos en canchas principales          |
| Partidos en el estadio Philippe Chatrier             | Partidos en el estadio Philippe Chatrier | Partidos en el estadio Philippe Chatrier | Partidos en el estadio Philippe Chatrier |
| Modalidad                                            | Ganadores                                | Perdedores                               | Resultado                                |
| ---------------------------------------------------- | ---------------------------------------- | ---------------------------------------- | ---------------------------------------- |
| Individuales femeninos - Primera ronda               | Simona Halep [4]                         | Alisa Kleybanova                         | 6-0, 6-2                                 |
| Individuales masculinos - Primera ronda              | David Ferrer [5]                         | Igor Sijsling                            | 6-4, 6-3, 6-1                            |
| Individuales femeninos - Primera ronda               | Ana Ivanovic [11]                        | Caroline Garcia                          | 6-1, 6-3                                 |
| Individuales masculinos - Primera ronda              | Gael Monfils [23]                        | Victor Hanescu                           | 6-2, 4-6, 6-4, 6-2                       |
| Partidos en la cancha Suzanne Lenglen                |                                          |                                          |                                          |
| Modalidad                                            | Ganadores                                | Perdedores                               | Resultado                                |
| Individuales femeninos - Primera ronda               | Kristina Mladenovic                      | Na Li [2]                                | 7-5, 3-6, 6-1                            |
| Individuales masculinos - Primera ronda              | Richard Gasquet [12]                     | Bernard Tomic                            | 6-4, 6-2, 7-5                            |
| Individuales masculinos - Primera ronda              | Andy Murray [7]                          | Andrey Golubev                           | 6–1, 6–4, 3–6, 6–3                       |
| Individuales femeninos - Primera ronda               | Sara Errani [7]                          | Madison Keys                             | 7-5, 3-6, 6-1                            |
| Fondo de color indica un partido de la rama femenina |                                          |                                          |                                          |

### Día 4 (28 de mayo)
- Orden de juego

- Cabezas de serie eliminados:
  - Individuales masculinos:  Mijaíl Yuzhny [15],  Aleksandr Dolgopólov [20]
  - Individuales femeninos:  Serena Williams [1],  Flavia Pennetta [12],  Sabine Lisicki [16],  Alizé Cornet [20],  Venus Williams [29],  Yelena Vesniná [32]
  - Dobles masculino:  Mariusz Fyrstenberg /  Marcin Matkowski [8]
  - Dobles femenino:  Andrea Hlaváčková /  Lucie Šafářová [9],  Alla Kudryavtseva /  Anastasia Rodionova [10],  Vania King /  Zheng Jie [13]

| Partidos en canchas principales                      | Partidos en canchas principales          | Partidos en canchas principales          | Partidos en canchas principales          |
| Partidos en el estadio Philippe Chatrier             | Partidos en el estadio Philippe Chatrier | Partidos en el estadio Philippe Chatrier | Partidos en el estadio Philippe Chatrier |
| Modalidad                                            | Ganadores                                | Perdedores                               | Resultado                                |
| ---------------------------------------------------- | ---------------------------------------- | ---------------------------------------- | ---------------------------------------- |
| Individuales femeninos - Segunda ronda               | Anna Schmiedlova                         | Venus Williams [29]                      | 6-2, 3-6, 6-4                            |
| Individuales masculinos - Segunda ronda              | Novak Djokovic [2]                       | Jeremy Chardy                            | 6-1, 6-4, 6-2                            |
| Individuales masculinos - Segunda ronda              | Jo-Wilfried Tsonga [13]                  | Jurgen Melzer                            | 6-2, 6-3, 6-4                            |
| Individuales femeninos - Segunda ronda               | María Sharápova [7]                      | Tsvetana Pironkova                       | 7-5, 6-2                                 |
| Partidos en la cancha Suzanne Lenglen                |                                          |                                          |                                          |
| Modalidad                                            | Ganadores                                | Perdedores                               | Resultado                                |
| Individuales femeninos - Segunda ronda               | Garbine Muguruza                         | Serena Williams [1]                      | 6-2, 6-2                                 |
| Individuales masculinos - Segunda ronda              | Gilles Simon [29]                        | Alejandro González                       | 6-4, 6-0, 6-2                            |
| Individuales masculinos - Segunda ronda              | Roger Federer [4]                        | Diego Schwartzman [Q]                    | 6-4, 6-3, 6-4                            |
| Individuales femeninos - Segunda ronda               | Taylor Townsend [WC]                     | Alize Cornet [20]                        | 6-4, 4-6, 6-4                            |
| Fondo de color indica un partido de la rama femenina |                                          |                                          |                                          |

### Día 5 (29 de mayo)
- Orden de juego

- Cabezas de serie eliminados:
  - Individuales masculinos:  Feliciano López [27]
  - Individuales femeninos:  Kirsten Flipkens [21],  Anastasiya Pavliuchenkova [24]
  - Dobles masculino:  Rohan Bopanna /  Aisam-ul-Haq Qureshi [6]
  - Dobles femenino:  Julia Görges /  Anna-Lena Grönefeld [8],  Anabel Medina Garrigues /  Yaroslava Shvedova [11]
  - Dobles femenino:  Květa Peschke /  Marcin Matkowski [4]

| Partidos en canchas principales                      | Partidos en canchas principales          | Partidos en canchas principales          | Partidos en canchas principales          |
| Partidos en el estadio Philippe Chatrier             | Partidos en el estadio Philippe Chatrier | Partidos en el estadio Philippe Chatrier | Partidos en el estadio Philippe Chatrier |
| Modalidad                                            | Ganadores                                | Perdedores                               | Resultado                                |
| ---------------------------------------------------- | ---------------------------------------- | ---------------------------------------- | ---------------------------------------- |
| Individuales femeninos - Segunda ronda               | Jelena Janković [6]                      | Kurumi Nara                              | 7-5, 6-0                                 |
| Individuales masculinos - Segunda ronda              | Rafael Nadal [1]                         | Dominic Thiem                            | 6-2, 6-2, 6-3                            |
| Individuales masculinos - Segunda ronda              | Richard Gasquet [12]                     | Carlos Berlocq                           | 7–6(7–5), 6–4, 6–4                       |
| Individuales femeninos - Segunda ronda               | Ana Ivanović [11]                        | Elina Svitolina                          | 7-5, 6-2                                 |
| Partidos en la cancha Suzanne Lenglen                |                                          |                                          |                                          |
| Modalidad                                            | Ganadores                                | Perdedores                               | Resultado                                |
| Individuales masculinos - Segunda ronda              | David Ferrer [5]                         | Simone Bolelli [Q]                       | 6-2, 6-3, 6-2                            |
| Individuales femeninos - Segunda ronda               | Kristina Mladenovic                      | Alison Riske                             | 7–6(7–5), 3–6, 6–3                       |
| Individuales femeninos - Segunda ronda               | Petra Kvitova [5]                        | Marina Erakovic                          | 6-4, 6-4                                 |
| Individuales masculinos - Segunda ronda              | Gael Monfils [23]                        | Jan-Lennard Struff                       | 7–6(7–4), 6–4, 6–1                       |
| Fondo de color indica un partido de la rama femenina |                                          |                                          |                                          |

### Día 6 (30 de mayo)
- Orden de juego

- Cabezas de serie eliminados:
  - Individuales masculinos:  Marin Čilić [25],  G. Simon [29] y  Dmitri Tursúnov [31]
  - Individuales femeninos:  Agnieszka Radwańska [3],  Dominika Cibulková [9] y  Daniela Hantuchová [31]
  - Dobles masculino:  Treat Huey /  Dominic Inglot [7],  Eric Butorac /  Raven Klaasen [14]
  - Dobles femenino:   Klára Koukalová /  Monica Niculescu [14]

| Partidos en canchas principales                      | Partidos en canchas principales          | Partidos en canchas principales          | Partidos en canchas principales          |
| Partidos en el estadio Philippe Chatrier             | Partidos en el estadio Philippe Chatrier | Partidos en el estadio Philippe Chatrier | Partidos en el estadio Philippe Chatrier |
| Modalidad                                            | Ganadores                                | Perdedores                               | Resultado                                |
| ---------------------------------------------------- | ---------------------------------------- | ---------------------------------------- | ---------------------------------------- |
| Individuales femeninos - Tercera ronda               | Ajla Tomljanović                         | Agnieszka Radwańska [3]                  | 6-4, 6-4                                 |
| Individuales masculinos - Tercera ronda              | Roger Federer [4]                        | Dmitri Tursúnov [31]                     | 7-5, 6-7, (7-9), 6-2, 6-4                |
| Individuales femeninos - Tercera ronda               | María Sharápova [7]                      | Paula Ormaechea                          | 6-0, 6-0                                 |
| Individuales masculinos - Tercera ronda              | Milos Raonic [8]                         | Gilles Simon [29]                        | 4-6, 6-3, 2-6, 6-2, 7-5                  |
| Partidos en la cancha Suzanne Lenglen                |                                          |                                          |                                          |
| Modalidad                                            | Ganadores                                | Perdedores                               | Resultado                                |
| Individuales femeninos - Tercera ronda               | Samantha Stosur [19]                     | Dominika Cibulková [9]                   | 6-4, 6-4                                 |
| Individuales masculinos - Tercera ronda              | Novak Djokovic [2]                       | Marin Čilić [25]                         | 6-3, 6-2, 6-7 (7-2), 6-4                 |
| Individuales masculinos - Tercera ronda              | Jo-Wilfried Tsonga [13]                  | Jerzy Janowicz [22]                      | 6-4, 6-4, 6-3                            |
| Individuales femeninos - Tercera ronda               | Angelique Kerber [8]                     | Daniela Hantuchová [31]                  | 7-5, 6-3                                 |
| Fondo de color indica un partido de la rama femenina |                                          |                                          |                                          |

### Día 7 (31 de mayo)
- Orden de juego

- Cabezas de serie eliminados:
  - Individuales masculinos:  Richard Gasquet [12],   Fabio Fognini [14],  Philipp Kohlschreiber [28],  Andreas Seppi [32]
  - Individuales femeninos:  Petra Kvitová [11],  Ana Ivanović [11],   Yekaterina Makarova [22],  Sorana Cîrstea [27]
  - Dobles masculino:  Jean-Julien Rojer /  Horia Tecău [13]
  - Dobles femenino:  Yekaterina Makarova /  Yelena Vesnina [3],  Raquel Kops-Jones /  Abigail Spears [6]

| Partidos en canchas principales                      | Partidos en canchas principales          | Partidos en canchas principales          | Partidos en canchas principales          |
| Partidos en el estadio Philippe Chatrier             | Partidos en el estadio Philippe Chatrier | Partidos en el estadio Philippe Chatrier | Partidos en el estadio Philippe Chatrier |
| Modalidad                                            | Ganadores                                | Perdedores                               | Resultado                                |
| ---------------------------------------------------- | ---------------------------------------- | ---------------------------------------- | ---------------------------------------- |
| Individuales femeninos - Tercera ronda               | Svetlana Kuznetsova [27]                 | Petra Kvitová [5]                        | 6-7(3-6), 6-1, 9-7                       |
| Individuales masculinos - Tercera ronda              | Rafael Nadal [1]                         | Leonardo Mayer                           | 6-2, 7-5, 6-2                            |
| Individuales femeninos - Tercera ronda               | Andrea Petkovic [28]                     | Kristina Mladenovic                      | 6-4, 4-6, 6-4                            |
| Individuales masculinos - Tercera ronda              | Fernando Verdasco [24]                   | Richard Gasquet [12]                     | 6-3, 6-2, 6-3                            |
| Partidos en la cancha Suzanne Lenglen                |                                          |                                          |                                          |
| Modalidad                                            | Ganadores                                | Perdedores                               | Resultado                                |
| Individuales femeninos - Tercera ronda               | Sloane Stephens [15]                     | Yekaterina Makarova [22]                 | 6-3, 6-4                                 |
| Individuales femeninos - Tercera ronda               | Lucie Šafářová [23]                      | Ana Ivanović [11]                        | 6-3, 6-3                                 |
| Individuales masculinos - Tercera ronda              | Gaël Monfils [23]                        | Fabio Fognini [14]                       | 5-7, 6-2, 6-4, 0-6, 6-2                  |
| Individuales masculinos - Tercera ronda              | Andy Murray [7]                          | Philipp Kohlschreiber [28]               | 3-6, 6-3, 6-3,4-6, 12-10                 |
| Fondo de color indica un partido de la rama femenina |                                          |                                          |                                          |

### Día 8 (1 de junio)
- Orden de juego

- Cabezas de serie eliminados:
  - Individuales masculinos:  Roger Federer [4],  John Isner [10],  Jo-Wilfried Tsonga [13]
  - Individuales femeninos:  Angelique Kerber [8],  Samantha Stosur [19]
  - Dobles masculino:  Michaël Llodra /  Nicolas Mahut [5]
  - Dobles femenino:  Liezel Huber /  Lisa Raymond [15]
  - Dobles femenino:  Katarina Srebotnik /  Rohan Bopanna [2],  Lucie Hradecká /  Mariusz Fyrstenberg [5]

| Partidos en canchas principales                      | Partidos en canchas principales          | Partidos en canchas principales          | Partidos en canchas principales          |
| Partidos en el estadio Philippe Chatrier             | Partidos en el estadio Philippe Chatrier | Partidos en el estadio Philippe Chatrier | Partidos en el estadio Philippe Chatrier |
| Modalidad                                            | Ganadores                                | Perdedores                               | Resultado                                |
| ---------------------------------------------------- | ---------------------------------------- | ---------------------------------------- | ---------------------------------------- |
| Individuales femeninos - Cuarta ronda                | Eugénie Bouchard [18]                    | Angelique Kerber [8]                     | 6-1, 6-2                                 |
| Individuales masculinos - Cuarta ronda               | Ernests Gulbis [18]                      | Roger Federer [4]                        | 6-7(5–7), 7-6(7–3), 6-2, 4-6, 6-3        |
| Individuales masculinos - Cuarta ronda               | Novak Djokovic [2]                       | Jo-Wilfried Tsonga [13]                  | 6-1, 6-4, 6-1                            |
| Individuales femeninos - Cuarta ronda                | Garbiñe Muguruza                         | Pauline Parmentier [WC]                  | 6-4, 6-2                                 |
| Partidos en la cancha Suzanne Lenglen                |                                          |                                          |                                          |
| Modalidad                                            | Ganadores                                | Perdedores                               | Resultado                                |
| Individuales masculinos - Cuarta ronda               | Tomáš Berdych [6]                        | John Isner [10]                          | 6-4, 6-4, 6-4                            |
| Individuales femeninos - Cuarta ronda                | Carla Suárez Navarro [14]                | Ajla Tomljanović                         | 6-3, 6-3                                 |
| Individuales masculinos - Cuarta ronda               | Milos Raonic [8]                         | Marcel Granollers                        | 6-3, 6-3, 6-3                            |
| Individuales femeninos - Cuarta ronda                | María Sharápova [7]                      | Samantha Stosur [19]                     | 3-6, 6-4, 6-0                            |
| Fondo de color indica un partido de la rama femenina |                                          |                                          |                                          |

### Día 9 (2 de junio)
- Orden de juego

- Cabezas de serie eliminados:
  - Individuales masculinos:  Kevin Anderson [19],  Fernando Verdasco [24]
  - Individuales femeninos:  Jelena Janković [6],  Sloane Stephens [15]
  - Dobles masculino:  Bob Bryan /  Mike Bryan [1],  Daniel Nestor /  Nenad Zimonjić [3]
  - Dobles femenino:  Flavia Pennetta /  Kristina Mladenovic [12]

| Partidos en canchas principales                      | Partidos en canchas principales          | Partidos en canchas principales          | Partidos en canchas principales          |
| Partidos en el estadio Philippe Chatrier             | Partidos en el estadio Philippe Chatrier | Partidos en el estadio Philippe Chatrier | Partidos en el estadio Philippe Chatrier |
| Modalidad                                            | Ganadores                                | Perdedores                               | Resultado                                |
| ---------------------------------------------------- | ---------------------------------------- | ---------------------------------------- | ---------------------------------------- |
| Individuales femeninos - Cuarta ronda                | Andrea Petković [28]                     | Kiki Bertens [Q]                         | 1-6, 6-2, 7-5                            |
| Individuales masculinos - Cuarta ronda               | Rafael Nadal [1]                         | Dušan Lajović                            | 6-1, 6-2, 6-1                            |
| Individuales femeninos - Cuarta ronda                | Simona Halep [4]                         | Sloane Stephens [15]                     | 6-4, 6-3                                 |
| Individuales masculinos - Cuarta ronda               | Gaël Monfils [23]                        | Guillermo García-López                   | 6-0, 6-2, 7-5                            |
| Partidos en la cancha Suzanne Lenglen                |                                          |                                          |                                          |
| Modalidad                                            | Ganadores                                | Perdedores                               | Resultado                                |
| Individuales masculinos - Cuarta ronda               | David Ferrer [5]                         | Kevin Anderson [19]                      | 6-3, 6-3, 6-7(5-7), 6-1                  |
| Individuales femeninos - Cuarta ronda                | Sara Errani [10]                         | Jelena Janković [6]                      | 7-6(7-5), 6-2                            |
| Individuales masculinos - Cuarta ronda               | Andy Murray [7]                          | Fernando Verdasco [24]                   | 6-4, 7-5, 7-6(7-3)                       |
| Individuales femeninos - Cuarta ronda                | Svetlana Kuznetsova [27]                 | Lucie Šafářová [23]                      | 6-3, 6-4                                 |
| Fondo de color indica un partido de la rama femenina |                                          |                                          |                                          |

### Día 10 (3 de junio)
- Orden de juego

- Cabezas de serie eliminados:
  - Individuales masculinos:  Tomáš Berdych [6],  Milos Raonic [8]
  - Individuales femeninos:  Carla Suárez Navarro [14]
  - Dobles masculino:  Łukasz Kubot /  Robert Lindstedt [9]
  - Dobles femenino:  Cara Black /  Sania Mirza [5],  Ashleigh Barty /  Casey Dellacqua [7]

| Partidos en canchas principales                      | Partidos en canchas principales          | Partidos en canchas principales          | Partidos en canchas principales          |
| Partidos en el estadio Philippe Chatrier             | Partidos en el estadio Philippe Chatrier | Partidos en el estadio Philippe Chatrier | Partidos en el estadio Philippe Chatrier |
| Modalidad                                            | Ganadores                                | Perdedores                               | Resultado                                |
| ---------------------------------------------------- | ---------------------------------------- | ---------------------------------------- | ---------------------------------------- |
| Individuales femeninos - Cuartos de final            | María Sharápova [7]                      | Garbiñe Muguruza                         | 1-6, 7-5, 6-1                            |
| Individuales masculinos - Cuartos de final           | Novak Djokovic [1]                       | Milos Raonic [8]                         | 7-5, 7-6, 6-4                            |
| Partidos en la cancha Suzanne Lenglen                |                                          |                                          |                                          |
| Modalidad                                            | Ganadores                                | Perdedores                               | Resultado                                |
| Individuales femeninos - Cuartos de final            | Eugénie Bouchard [18]                    | Carla Suárez Navarro [14]                | 7-6, 2-6, 7-5                            |
| Individuales masculinos - Cuartos de final           | Ernests Gulbis [18]                      | Tomáš Berdych [6]                        | 6-3, 6-2, 6-4                            |
| Fondo de color indica un partido de la rama femenina |                                          |                                          |                                          |

### Día 11 (4 de junio)
- Orden de juego

- Cabezas de serie eliminados:
  - Individuales masculinos:  David Ferrer [5],  Gaël Monfils [23]
  - Individuales femeninos:  Sara Errani [10],  Svetlana Kuznetsova [27]
  - Dobles masculino:
  - Dobles femenino:  Květa Peschke /  Katarina Srebotnik [4],  Marina Eraković /  Arantxa Parra Santonja [16]

| Partidos en canchas principales                      | Partidos en canchas principales          | Partidos en canchas principales          | Partidos en canchas principales          |
| Partidos en el estadio Philippe Chatrier             | Partidos en el estadio Philippe Chatrier | Partidos en el estadio Philippe Chatrier | Partidos en el estadio Philippe Chatrier |
| Modalidad                                            | Ganadores                                | Perdedores                               | Resultado                                |
| ---------------------------------------------------- | ---------------------------------------- | ---------------------------------------- | ---------------------------------------- |
| Individuales femeninos - Cuartos de final            | Andrea Petković [28]                     | Sara Errani [10]                         | 6-2, 6-2                                 |
| Individuales masculinos - Cuartos de final           | Andy Murray [7]                          | Gaël Monfils [23]                        | 6-4, 6-1, 4-6, 1-6, 6-0                  |
| Partidos en la cancha Suzanne Lenglen                |                                          |                                          |                                          |
| Modalidad                                            | Ganadores                                | Perdedores                               | Resultado                                |
| Individuales femeninos - Cuartos de final            | Simona Halep [4]                         | Svetlana Kuznetsova [27]                 | 6-2, 6-2                                 |
| Individuales masculinos - Cuartos de final           | Rafael Nadal [1]                         | David Ferrer [5]                         | 4-6, 6-4, 6-0, 6-1                       |
| Fondo de color indica un partido de la rama femenina |                                          |                                          |                                          |

### Día 12 (5 de junio)
- Orden de juego

- Cabezas de serie eliminados:
  - Individuales masculinos:
  - Individuales femeninos:  Eugenie Bouchard [18],  Andrea Petkovic [28]
  - Dobles masculino:
  - Dobles femenino:

| Partidos en canchas principales                      | Partidos en canchas principales           | Partidos en canchas principales          | Partidos en canchas principales          |
| Partidos en el estadio Philippe Chatrier             | Partidos en el estadio Philippe Chatrier  | Partidos en el estadio Philippe Chatrier | Partidos en el estadio Philippe Chatrier |
| Modalidad                                            | Ganadores                                 | Perdedores                               | Resultado                                |
| ---------------------------------------------------- | ----------------------------------------- | ---------------------------------------- | ---------------------------------------- |
| Individuales femeninos - Semifinales                 | María Sharápova [7]                       | Eugenie Bouchard [18]                    | 4-6, 7-5, 6-2                            |
| Individuales femeninos - Semifinales                 | Simona Halep [4]                          | Andrea Petkovic [28]                     | 6-2, 7-6.                                |
| Partidos en la cancha Suzanne Lenglen                |                                           |                                          |                                          |
| Modalidad                                            | Ganadores                                 | Perdedores                               | Resultado                                |
| Dobles masculino - Semifinales                       | M. Granollers [12]/ M. López [12]         | M. Draganja/ F. Mergea                   | 6-3, 1-6, 6-3                            |
| Dobles masculino - Semifinales                       | J. Benneteau [11]/ E. Roger-Vasselin [11] | A. Golubev/ S. Groth                     | 3-6, 6-3, 6-4                            |
| Fondo de color indica un partido de la rama femenina |                                           |                                          |                                          |

### Día 13 (6 de junio)
- Orden de juego

- Cabezas de serie eliminados:
  - Individuales masculinos:  Andy Murray  [7],  Ernests Gulbis [18]
  - Dobles femenino:

| Partidos en canchas principales                      | Partidos en canchas principales          | Partidos en canchas principales          | Partidos en canchas principales          |
| Partidos en el estadio Philippe Chatrier             | Partidos en el estadio Philippe Chatrier | Partidos en el estadio Philippe Chatrier | Partidos en el estadio Philippe Chatrier |
| Modalidad                                            | Ganadores                                | Perdedores                               | Resultado                                |
| ---------------------------------------------------- | ---------------------------------------- | ---------------------------------------- | ---------------------------------------- |
| Individuales masculino - Semifinales                 | Novak Djokovic [2]                       | Ernests Gulbis [18]                      | 6-3, 6-3, 3-6, 6-3                       |
| Individuales masculino - Semifinales                 | Rafael Nadal [1]                         | Andy Murray [7]                          | 6-3, 6-2, 6-1                            |
| Partidos en la cancha Suzanne Lenglen                |                                          |                                          |                                          |
| Modalidad                                            | Ganadores                                | Perdedores                               | Resultado                                |
| Dobles femenino - Semifinales                        | Su-Wei Hsieh [1]/ Shuai Peng [1]         | G. Muguruza/ C. Suárez Navarro           | 6-2, 5-7, 6-2                            |
| Dobles femenino - Semifinales                        | Sara Errani [2]/ Roberta Vinci [2]       | L. Hradecka/ M. Krajicek                 | 6-2, 6-1                                 |
| Fondo de color indica un partido de la rama femenina |                                          |                                          |                                          |

### Día 14 (7 de junio)
- Orden de juego

- Cabezas de serie eliminados:
  - Individuales femeninos:  Simona Halep [4]
  - Dobles masculino:  M. Granollers [12]/  M. López [12]

| Partidos en canchas principales                      | Partidos en canchas principales           | Partidos en canchas principales          | Partidos en canchas principales          |
| Partidos en el estadio Philippe Chatrier             | Partidos en el estadio Philippe Chatrier  | Partidos en el estadio Philippe Chatrier | Partidos en el estadio Philippe Chatrier |
| Modalidad                                            | Ganadores                                 | Perdedores                               | Resultado                                |
| ---------------------------------------------------- | ----------------------------------------- | ---------------------------------------- | ---------------------------------------- |
| Individuales femenino - Final                        | María Sharápova [7]                       | Simona Halep [4]                         | 6-4, 6-7, 6-4                            |
| Dobles masculino - Final                             | J. Benneteau [11]/ E. Roger-Vasselin [11] | M. Granollers [12]/ M. López [12]        | 6-3, 7-6                                 |
| Fondo de color indica un partido de la rama femenina |                                           |                                          |                                          |

### Día 15 (8 de junio)
- Orden de juego

- Cabezas de serie eliminados:
  - Individuales masculino:  Novak Djokovic [2]
  - Dobles femenino:  Sara Errani [2]/ Roberta Vinci [2]

| Partidos en canchas principales                      | Partidos en canchas principales          | Partidos en canchas principales          | Partidos en canchas principales          |
| Partidos en el estadio Philippe Chatrier             | Partidos en el estadio Philippe Chatrier | Partidos en el estadio Philippe Chatrier | Partidos en el estadio Philippe Chatrier |
| Modalidad                                            | Ganadores                                | Perdedores                               | Resultado                                |
| ---------------------------------------------------- | ---------------------------------------- | ---------------------------------------- | ---------------------------------------- |
| Individuales masculino - Final                       | Rafael Nadal [1]                         | Novak Djokovic [2]                       | 3-6, 7-5, 6-2 y 6-4                      |
| Dobles femenino - Final                              | Su-Wei Hsieh [1]/ Shuai Peng [1]         | Sara Errani [2]/ Roberta Vinci [2]       | 6-4, 6-1                                 |
| Fondo de color indica un partido de la rama femenina |                                          |                                          |                                          |

## Cabezas de serie
Las siguientes tablas muestran a los cabezas de serie y los jugadores que no se presentaron en el torneo. El ranking está realizado con base en las posiciones que mantenían los jugadores a fecha del 19 de mayo de 2014 y los puntos ganados desde el 26 de mayo.

### Cuadro individual masculino
| Cabeza de serie | Ranking | Jugador               | Puntos | Puntos por defender | Puntos ganados | Nuevos puntos | Ronda hasta la que avanzó en el torneo             |
| --------------- | ------- | --------------------- | ------ | ------------------- | -------------- | ------------- | -------------------------------------------------- |
| 1               | 1       | Rafael Nadal          | 12,500 | 2,000               | 2,000          | 12,500        | Campeón, vence a Novak Djokovic                    |
| 2               | 2       | Novak Djokovic        | 11,850 | 720                 | 1200           | 12,330        | Final, pierde ante Rafael Nadal                    |
| 3               | 3       | Stanislas Wawrinka    | 5,830  | 360                 | 10             | 5,480         | Primera ronda, pierde ante Guillermo García-López  |
| 4               | 4       | Roger Federer         | 5,125  | 360                 | 180            | 4,945         | Cuarta ronda, pierde ante Ernests Gulbis [18]      |
| 5               | 5       | David Ferrer          | 5,030  | 1,200               | 360            | 4,190         | Cuartos de final, pierde ante Rafael Nadal [1]     |
| 6               | 6       | Tomáš Berdych         | 4,330  | 10                  | 360            | 4,680         | Cuartos de final, pierde ante Ernests Gulbis [18]  |
| 7               | 8       | Andy Murray           | 4,120  | 0                   | 720            | 4,840         | Semifinales, pierde ante. Rafael Nadal [1]         |
| 8               | 9       | Milos Raonic          | 2,975  | 90                  | 360            | 3,245         | Cuartos de final, pierde ante Novak Djokovic [2]   |
| 9               | 10      | Nishikori Kei         | 2,815  | 180                 | 10             | 2,645         | Primera ronda, pierde ante Martin Kližan           |
| 10              | 11      | John Isner            | 2,600  | 90                  | 180            | 2,690         | Cuarta ronda, pierde ante Tomáš Berdych [6]        |
| 11              | 12      | Grigor Dimitrov       | 2,515  | 90                  | 10             | 2,435         | Primera ronda, pierde ante Ivo Karlović            |
| 12              | 13      | Richard Gasquet       | 2,445  | 180                 | 90             | 2,355         | Tercera ronda, pierde ante Fernando Verdasco[24]   |
| 13              | 14      | Jo-Wilfried Tsonga    | 2,315  | 720                 | 180            | 1,775         | Cuarta ronda, pierde ante Novak Djokovic [2]       |
| 14              | 15      | Fabio Fognini         | 2,155  | 90                  | 90             | 2,155         | Tercera ronda, pierde ante Gaël Monfils[23]        |
| 15              | 16      | Mijaíl Yuzhny         | 2,065  | 180                 | 45             | 1,930         | Segunda ronda, pierde ante Radek Štepánek          |
| 16              | 17      | Tommy Haas            | 2,005  | 360                 | 10             | 1,655         | Primera ronda, retiro ante Jürgen Zopp [PR]        |
| 17              | 18      | Tommy Robredo         | 1,900  | 360                 | 90             | 1,630         | Tercera ronda, pierde ante John Isner [10]         |
| 18              | 19      | Ernests Gulbis        | 2,050  | 45                  | 720            | 2,725         | Semifinales, pierde ante Novak Djokovic [2]        |
| 19              | 20      | Kevin Anderson        | 1,710  | 180                 | 180            | 1,710         | Cuarta ronda, pierde ante David Ferrer [5]         |
| 20              | 21      | Aleksandr Dolgopólov  | 1,645  | 10                  | 45             | 1,680         | Segunda ronda, pierde ante Marcel Granollers       |
| 21              | 22      | Nicolás Almagro       | 1,620  | 180                 | 10             | 1,450         | Primera ronda, retiro ante Jack Sock               |
| 22              | 23      | Jerzy Janowicz        | 1,510  | 90                  | 90             | 1,510         | Tercera ronda, retiro ante Jo-Wilfried Tsonga [13] |
| 23              | 24      | Gaël Monfils          | 1,390  | 90                  | 360            | 1,660         | Cuartos de final, pierde ante Andy Murray [7]      |
| 24              | 25      | Fernando Verdasco     | 1,420  | 45                  | 180            | 1,555         | Cuarta ronda, pierde ante Andy Murray [7]          |
| 25              | 26      | Marin Čilić           | 1,410  | 90                  | 90             | 1,410         | Tercera ronda, pierde ante Novak Djokovic [2]      |
| 26              | 27      | Feliciano López       | 1,395  | 90                  | 45             | 1,350         | Segunda ronda, pierde ante Donald Young            |
| 27              | 28      | Roberto Bautista      | 1,330  | 45                  | 90             | 1,375         | Tercera ronda, pierde ante Tomáš Berdych [6]       |
| 28              | 29      | Philipp Kohlschreiber | 1,485  | 180                 | 90             | 1,395         | Tercera ronda, pierde ante Andy Murray [7]         |
| 29              | 30      | Gilles Simon          | 1,225  | 180                 | 90             | 1,135         | Tercera ronda, pierde ante Milos Raonic [8]        |
| 30              | 31      | Vasek Pospisil        | 1,170  | 35                  | 10             | 1,145         | Primera ronda, pierde ante Teimuraz Gabashvili     |
| 31              | 32      | Dmitri Tursúnov       | 1,155  | 45                  | 90             | 1,200         | Tercera ronda, pierde ante Roger Federer [4]       |
| 32              | 33      | Andreas Seppi         | 1,150  | 90                  | 90             | 1,150         | Tercera ronda, pierde ante David Ferrer [5]        |

#### Bajas masculinas notables
| Ra. | Jugador               | Puntos | Puntos por defender | Puntos ganados | Nuevos puntos | Motivo           |
| --- | --------------------- | ------ | ------------------- | -------------- | ------------- | ---------------- |
| 7   | Juan Martín del Potro | 4,125  | 0                   | 0              | 4,125         | Lesión de muñeca |

### Cuadro individual femenino
| Semb. | Rk. | Jugador                  | Puntos | Puntos por defender | Puntos ganados | Nuevos puntos | Ronda hasta la que avanzó en el torneo              |
| ----- | --- | ------------------------ | ------ | ------------------- | -------------- | ------------- | --------------------------------------------------- |
| 1     | 1   | Serena Williams          | 11,590 | 2,000               | 70             | 9,660         | Segunda ronda, pierde ante Garbiñe Muguruza         |
| 2     | 2   | Li Na                    | 7,540  | 100                 | 10             | 7,450         | Primera ronda, pierde ante Kristina Mladenovic      |
| 3     | 3   | Agnieszka Radwańska      | 6,360  | 500                 | 130            | 5,990         | Tercera ronda, pierde ante Ajla Tomljanović         |
| 4     | 4   | Simona Halep             | 5,140  | 5                   | 1,300          | 6,435         | Finalista, derrotada por María Sharápova [7]        |
| 5     | 6   | Petra Kvitová            | 4,600  | 160                 | 130            | 4,570         | Tercera ronda, perdió ante Svetlana Kuznetsova      |
| 6     | 7   | Jelena Janković          | 4,225  | 500                 | 240            | 3,965         | Cuarta ronda, perdió ante Sara Errani [10]          |
| 7     | 8   | María Sharápova          | 4,141  | 1,400               | 2,000          | 4,741         | Campeona, venció a Simona Halep [4]                 |
| 8     | 9   | Angelique Kerber         | 3,870  | 280                 | 240            | 3,830         | Cuarta ronda, perdió ante Eugénie Bouchard [18]     |
| 9     | 10  | Dominika Cibulková       | 3,705  | 100                 | 130            | 3,735         | Tercera ronda, pierde ante Samantha Stosur [19]     |
| 10    | 11  | Sara Errani              | 3,590  | 900                 | 430            | 3,120         | Cuartos de final pierde ante Andrea Petković [28]   |
| 11    | 12  | Ana Ivanović             | 3,455  | 280                 | 130            | 3,305         | Tercera ronda, perdió ante Lucie Šafářová [23]      |
| 12    | 13  | Flavia Pennetta          | 3,259  | 5                   | 70             | 3,324         | Segunda ronda, pierde ante Johanna Larsson          |
| 13    | 14  | Caroline Wozniacki       | 2,790  | 100                 | 10             | 2,700         | Primera ronda, pierde ante Yanina Wickmayer         |
| 14    | 15  | Carla Suárez Navarro     | 2,785  | 280                 | 430            | 2,935         | Cuartos de final, pierde ante Eugénie Bouchard [18] |
| 15    | 19  | Sloane Stephens          | 2,481  | 280                 | 240            | 2,441         | Cuarta ronda, pierde ante Simona Halep [4]          |
| 16    | 17  | Sabine Lisicki           | 2,556  | 160                 | 70             | 2,466         | Segunda ronda, retiro ante Mona Barthel             |
| 17    | 20  | Roberta Vinci            | 2,420  | 280                 | 10             | 2,150         | Primera ronda, pierde ante Pauline Parmentier [WC]  |
| 18    | 16  | Eugénie Bouchard         | 2,640  | 100                 | 780            | 3,320         | Semifinales pierde ante María Sharápova [7]         |
| 19    | 18  | Samantha Stosur          | 2,485  | 160                 | 240            | 2,565         | Cuarta ronda, pierde ante María Sharápova [7]       |
| 20    | 21  | Alizé Cornet             | 2,085  | 160                 | 70             | 1,995         | Segunda ronda, pierde ante Taylor Townsend [WC]     |
| 21    | 22  | Kirsten Flipkens         | 2,010  | 100                 | 70             | 1,980         | Segunda ronda, pierde ante Julia Glushko            |
| 22    | 23  | Yekaterina Makarova      | 2,005  | 5                   | 130            | 2,130         | Tercera ronda, perdió ante Sloane Stephens [15]     |
| 23    | 24  | Lucie Šafářová           | 1,950  | 5                   | 240            | 2,185         | Cuarta ronda, pierde ante Svetlana Kuznetsova [27]  |
| 24    | 25  | Anastasia Pavliuchénkova | 1,915  | 100                 | 70             | 1,885         | Segunda ronda, pierde ante Kiki Bertens [Q]         |
| 25    | 39  | Kaia Kanepi              | 1,312  | 100                 | 10             | 1,222         | Primera ronda, pierde ante Monica Niculescu         |
| 26    | 26  | Sorana Cîrstea           | 1,710  | 160                 | 130            | 1,680         | Tercera ronda, pierde ante Jelena Janković [7]      |
| 27    | 28  | Svetlana Kuznetsova      | 1,706  | 500                 | 430            | 1,636         | Cuartos de final pierde ante Simona Halep [4]       |
| 28    | 27  | Andrea Petković          | 1,710  | 140                 | 780            | 2,350         | Semifinales pierde ante Simona Halep [4]            |
| 29    | 29  | Venus Williams           | 1,531  | 5                   | 70             | 1,596         | Segunda ronda, pierde ante Anna Schmiedlová         |
| 30    | 30  | Klara Koukalová          | 1,490  | 5                   | 10             | 1,495         | Primera ronda, pierde ante María Teresa Torró Flor  |
| 31    | 31  | Daniela Hantuchová       | 1,461  | 5                   | 130            | 1,586         | Tercera ronda, perdió ante Angelique Kerber [8]     |
| 32    | 32  | Yelena Vesnina           | 1,455  | 5                   | 70             | 1,520         | Segunda ronda, perdió ante Ajla Tomljanović         |

#### Bajas femeninas notables
| Ra. | Jugador           | Puntos | Puntos por defender | Puntos ganados | Nuevos puntos | Motivo           |
| --- | ----------------- | ------ | ------------------- | -------------- | ------------- | ---------------- |
| 5   | Victoria Azarenka | 4,600  | 900                 | 10             | 3,841         | Lesión en el pie |

## Campeones defensores
| Modalidad                   | Campeón 2013                          | Campeón 2014                          |
| Individual masculino        | Rafael Nadal                          | Rafael Nadal                          |
| Individual femenino         | Serena Williams                       | María Sharápova                       |
| Dobles masculino            | Bob Bryan Mike Bryan                  | J. Benneteau E. Roger-Vasselin        |
| Dobles femenino             | Yekaterina Makárova Yelena Vesniná    | Su-Wei Hsieh Shuai Peng               |
| Dobles mixto                | Lucie Hradecka František Čermák       | Anna-Lena Grönefeld Jean-Julien Rojer |
| Individual junior masculino | Christian Garin                       | Andréi Rubliov                        |
| Individual junior femenino  | Belinda Bencic                        | Darya Kasatkina                       |
| Dobles junior masculino     | Kyle Edmund Frederico Ferreira Silva  | Benjamin Bonzi Quentin Halys          |
| Dobles junior femenino      | Barbora Krejčíková Kateřina Siniaková | Ioana Ducu Ioana Loredana Roșca       |

## Invitados
| - Robby Ginepri - Pierre-Hugues Herbert - Nick Kyrgios - Michaël Llodra - Paul-Henri Mathieu - Axel Michon - Albano Olivetti - Lucas Pouille | - Ashleigh Barty - Fiona Ferro - Claire Feuerstein - Amandine Hesse - Mathilde Johansson - Alizé Lim - Pauline Parmentier - Taylor Townsend |

| - Mathias Bourgue / Paul-Henri Mathieu - Jonathan Eysseric / Marc Gicquel - Pierre-Hugues Herbert / Albano Olivetti - Tristan Lamasine / Laurent Lokoli - Fabrice Martin / Hugo Nys - Gaël Monfils / Josselin Ouanna - Florent Serra / Maxime Teixeira | - Mona Barthel / Virginie Razzano - Julie Coin / Pauline Parmentier - Alix Collombon / Chloé Paquet - Claire Feuerstein / Alizé Lim - Stéphanie Foretz Gacon / Laura Thorpe - Amandine Hesse / Mathilde Johansson - Irina Ramialison / Constance Sibille |

| - Julie Coin / Nicolas Mahut - Alizé Cornet / Jonathan Eysseric - Stéphanie Foretz Gacon / Édouard Roger-Vasselin - Amandine Hesse / Michaël Llodra - Mathilde Johansson / Adrian Mannarino - Alizé Lim / Jérémy Chardy |

## Clasificación
| 1. Paolo Lorenzi 2. Peter Polansky 3. Laurent Lokoli 4. James Ward 5. Ante Pavić 6. Andreas Haider-Maurer 7. Miloslav Mečíř, Jr. 8. Diego Schwartzman 9. Simone Bolelli 10. Damir Džumhur 11. Facundo Bagnis 12. Gastão Elias 13. Andreas Beck 14. Andrea Arnaboldi 15. James Duckworth 16. Potito Starace | 1. Grace Min 2. Heather Watson 3. Maryna Zanevska 4. Yuliya Beygelzimer 5. Danka Kovinić 6. Aleksandra Wozniak 7. Kiki Bertens 8. Ksenia Pervak 9. Timea Bacsinszky 10. Sofia Shapatava 11. Michelle Larcher de Brito 12. Tamira Paszek |

## Campeones

### Sénior

#### Individuales masculino
Rafael Nadal vence a  Novak Djokovic por 3–6, 7–5, 6–2, 6–4

#### Individuales femenino
María Sharápova vence a  Simona Halep por 6–4, 6–7(5), 6–4

#### Dobles masculino
Julien Benneteau /  Édouard Roger-Vasselin vencen a  Marcel Granollers /  Marc López por 6–3, 7–6(1)

#### Dobles femenino
Hsieh Su-wei /  Peng Shuai vencen a   Sara Errani /  Roberta Vinci por 6–4, 6–1

#### Dobles mixtos
Anna-Lena Grönefeld/ Jean-Julien Rojer vencen a  Julia Görges/ Nenad Zimonjić por 4–6, 6–2, [10–7]

### Júnior

#### Individuales masculino
Andréi Rubliov vence a  Jaume Antoni Munar Clar por 6-2, 7-5

#### Individuales femenino
Darya Kasatkina vence a  Ivana Jorović por 6-7(5), 6-2, 6-3

#### Dobles masculino
Benjamin Bonzi /  Quentin Halys vencen a   Lucas Miedler /  Akira Santillan por 6-3, 6-3

#### Dobles femenino
Ioana Ducu /  Ioana Loredana Roșca vencen a   CiCi Bellis /  Markéta Vondroušová por 6-1, 5-7, [11-9]

### Silla de ruedas

#### Individual masculino
Shingo Kunieda vence a  Stéphane Houdet por 6-4, 6-1

#### Individual femenino
Yui Kamiji vence a  Aniek van Koot por 7-6(7), 6-4

#### Dobles masculino
Joachim Gérard /  Stéphane Houdet vencen a  Gustavo Fernández /  Nicolas Peifer por 4-6, 6-3, [11-9]

#### Dobles femenino
Yui Kamiji /  Jordanne Whiley vencen a  Jiske Griffioen /  Aniek van Koot por 7-6(7), 3-6, [10-8]

### Otros eventos

#### Leyendas menores de 45 años
Sébastien Grosjean /  Fabrice Santoro vencen a  Arnaud Clément /  Nicolas Escudé por 6–2, 2–6, [11–9]

#### Leyendas mayores de 45 años
John McEnroe /  Patrick McEnroe vencen a  Andrés Gómez /  Mark Woodforde por 4–6, 7–5, [10–7]

#### Leyendas femeninas
Kim Clijsters /  Martina Navratilova vencen a  Nathalie Dechy /  Sandrine Testud por 5–7, 7–5, [10–7]